# 山崎早紀
山崎 早紀（やまざき さき、1991年11月12日 - ）は、静岡県掛川市出身の女子ソフトボール選手（外野手）。元トヨタ自動車レッドテリアーズ所属。元ソフトボール日本代表。2021年開催の東京オリンピック金メダリスト。

## 経歴
静岡県掛川市出身。掛川桔梗女子ソフトボールクラブでソフトボールを始める。
常葉学園菊川高等学校卒業後、トヨタ自動車に入団。
その後は、日本リーグで首位打者と打点王の2冠に輝くなど、勝負強いバッティングが持ち味。日本代表では世界選手権に2回出場し、2019年に行われたジャパンカップ国際大会決勝のアメリカ戦ではセンター方向にツーランホームランを放っている。
2020年、日本リーグMVPを獲得。
2021年12月21日、母校である掛川市立北中学校にて市民栄誉賞贈呈式と講演会に参加し、現役引退を発表した。引退後はソフトボールの指導者になることを伝えた。
2023年、デンソーブライトペガサスのコーチに就任。

## 詳細情報

### 日本リーグ個人表彰
- 2016年 - ベストナイン賞（外野手）
- 2018年 - 打点王（23打点）
- 2020年 - 最高殊勲選手賞、首位打者賞（.452）、打点王（12打点）、ベストナイン賞（外野手）

### 背番号
- 27（2010 - 2021）